# Municipio 2 (Nebraska)
El municipio 2 (en inglés: Township 2) es un municipio ubicado en el condado de Washington en el estado estadounidense de Nebraska. En el año 2010 tenía una población de 2854 habitantes y una densidad poblacional de 26,95 personas por km².

## Geografía
El municipio 2 se encuentra ubicado en las coordenadas 41°29′40″N 96°6′50″O / 41.49444, -96.11389. Según la Oficina del Censo de los Estados Unidos, el municipio tiene una superficie total de 105.91 km², de la cual 103.6 km² corresponden a tierra firme y (2.18%) 2.31 km² es agua.

## Demografía
Según el censo de 2010, había 2854 personas residiendo en el municipio 2. La densidad de población era de 26,95 hab./km². De los 2854 habitantes, el municipio 2 estaba compuesto por el 97.62% blancos, el 0.21% eran afroamericanos, el 0.21% eran amerindios, el 0.35% eran asiáticos, el 0.04% eran isleños del Pacífico, el 0.84% eran de otras razas y el 0.74% pertenecían a dos o más razas. Del total de la población el 1.72% eran hispanos o latinos de cualquier raza.